# 梁達榜
梁達榜（？—？），福建明溪縣人，清朝政治人物。
嘉慶十三年嘉慶十三年（1808年）戊辰科進士，擔任河南汝阳縣知縣，升汝宁府知府。